# Mafia II
Mafia II est un jeu vidéo de tir à la troisième personne développé par 2K Czech et édité par 2K Games, sorti en 2010. Il bénéficiera d'une version remastérisée par d3t sortie le 19 mai 2020 uniquement en téléchargement et le 28 août 2020 en version physique dans une compilation appelée Mafia Trilogy, comprenant les trois épisodes de la série, sur Windows, Playstation 4 et Xbox One.
C'est la suite du jeu Mafia: The City of Lost Heaven, sorti en 2002 et il est suivi de Mafia III en 2016. Il est disponible pour les plateformes PC, PS3 et Xbox 360.
L'action se déroule dans la ville fictive d'Empire Bay, inspirée des villes de New York et de San Francisco, au milieu des années 1940 et au début des années 1950. La taille de la carte, sans compter banlieue et campagne, est de l'ordre de 25 km2, soit plus du double de la ville du premier opus.
Le jeu bénéficie de trois contenus supplémentaires, dont un qui était exclusif à la PS3 mais qui est désormais disponible sur PC, intitulé The Betrayal of Jimmy. Les deux autres, Jimmy's Vendetta et Joe's Adventures, sont disponibles sur Xbox 360, PS3 et PC (via Steam). Seul Joe's Adventures est directement lié à l'intrigue originale de Mafia II.

## Trame

### Toile de fond
L'histoire commence un peu avant la fin de la Seconde Guerre mondiale, en février 1945 : Vito, qui combat alors en Sicile au sein de l'armée américaine, obtient une permission et retourne chez lui, à Empire Bay, aux États-Unis. Là-bas, il retrouve sa mère et sa sœur, ainsi que Joe, son ami d'enfance. L'action tourne principalement autour du duo Vito et Joe, ce dernier ayant échappé à la police au moment de l'arrestation de son ami et à son enrôlement dans l'armée américaine, quelques années auparavant, et qui, pendant l'absence de Vito, se sera fait une place dans la famille mafieuse Clemente. Dès le retour de Vito — qui a besoin d'argent — à Empire Bay, Joe l'entraîne dans ses activités illégales et le présente aux Clemente. Fin février 1945, après avoir effectué plusieurs boulots pour le compte de la famille Clemente, Vito est incarcéré pour vente illégale de coupons à essence, il est condamné à 10 ans de prison. Sa mère meurt de la maladie pendant son incarcération. Cependant, grâce à Leo Galante, un mafieux très influent de la prison, consigliere de Franck Vinci, Famille la plus puissante d'Empire Bay, il obtient une réduction de peine et ressort le 10 avril 1951. Le monde a bien changé en 6 ans…
Ce jeu montre la vie d'un affranchi, qui n'est pas de tout repos, et l'impossibilité de ressortir de la mafia après y avoir fait ses premiers pas.

### Résumé
Vito Scaletta est un immigré Sicilien arrivé en Amérique enfant, avec sa sœur Francesca et ses parents. Sa mère était femme au foyer et son père, Antonio Scaletta, travaillait sur les docks, engagé par l'homme qui avait organisé leur transport. S'il travaillait énormément, une grande partie de l'argent qu'il gagnait partait cependant dans l'alcool et il finit ses jours noyé dans les docks, mettant sa famille en difficultés financières. À l'école, Vito fit la rencontre de Joe Barbaro et se lièrent d'amitié. Tous les deux étant pauvres, ils ont commencé à faire des petits délits pour gagner un peu d'argent jusqu'au jour où ils furent repérés. Joe parvint à s'enfuir mais pas Vito. Étant en 1943, on lui propose alors la prison ou l'armée, celle-ci cherchant des gens parlant italien pour l'invasion de la Sicile.
Le jeu commence en Sicile en juillet 1943 en pleine Seconde Guerre mondiale. Vito et son unité interviennent dans un village lors d’une exécution publique par les forces fascistes de Mussolini face à l’hôtel de ville et y mettent fin à l'aide de la résistance. S’ensuit une bataille dans l'hôtel de ville, que Vito et son unité capturent avec difficultés. Alors que de puissants renforts ennemis arrivent, la bataille prend fin aussitôt à la suite de l’intervention du chef de la mafia locale, Don Callo, clamant que les États-Unis sont venus les sauver de Mussolini.
Le chapitre 2 commence quand Vito rentre de guerre à Empire Bay, démobilisé temporairement à cause d'une blessure à la jambe. Il retrouve son meilleur ami Joe à la sortie du train, et durant une discussion autour d'un verre, Vito signale qu'il devra retourner au front en Europe. Joe appelle alors un certain Giuseppe, faussaire, pour qu'il prépare des faux papiers démobilisant totalement Vito à la suite de sa blessure. Vito remercie alors Joe et va retrouver sa sœur et sa mère. Ce dernier leur explique qu'il ne doit plus retourner en Europe, à leur grand soulagement mais sa mère n'aime pas trop voir Vito trainer avec Joe, lui rappelant que c'est à cause de la fréquentation de Joe que Vito s'est fait enrôler dans l'armée. Elle insiste fortement pour qu'il trouve un travail aux docks, où le père de Vito a travaillé.
Le lendemain, alors qu'il se rend chez Joe, Vito voit un homme malmener sa sœur, exigeant un remboursement. Il intervient et Francesca l'informe que juste avant sa mort, leur père avait emprunté de l'argent à un prêteur sur gage du côté de Southport.
Après avoir rejoint Joe, les deux compères se rendent chez Giuseppe pour récupérer les faux papiers et lui montrer également comment crocheter la serrure d'une voiture. Toujours en compagnie de Joe, Vito fera aussi la connaissance de Mike Bruski, immigré polonais et propriétaire d'une casse de voiture qui échange des voitures, neuves comme endommagées, contre de l'argent.
Sur les demandes insistantes de sa mère, Vito se rend aux docks d'Empire Bay et rencontre Frederico Pappalardo, alias Derek, ancien patron de son père et des dockers de Southport et capo de Franck Vinci, ainsi que son bras droit, le froid et taciturne Steve. Vito se voit confier une tâche ingrate, transporter des caisses, et veut démissionner rapidement invoquant que Joe lui trouvera un travail mieux payé. Derek, s'assurant que Vito connaît bel et bien Joe, lui propose alors de récupérer auprès des ouvriers le "forfait mensuel au coiffeur", autrement dit, de les racketter, à la suite de quoi Derek lui reverse une partie du butin. Ensuite, Vito rejoint Joe au bar "Chez Freddy" et rencontre Henry Tomasino, un affranchi qui travaille pour Don Clemente. Ce dernier lui demandera d'aller voler des coupons d'essence dans le bureau du directeur de la banque à Empire Bay. Vito devra ensuite revendre ces coupons dans des stations-services avant minuit car leur expiration est imminente.
Vito rejoint Henry et Joe au bar "Chez Freddy". Il croise un homme, Luca Gurino, crier au téléphone et réclamant son argent. Il ordonne ensuite à Henry d'agir. Henry, suivi de Joe, présente le plan : un bijoutier a reçu de l'argent pour ouvrir son commerce mais n'a toujours pas remboursé. Joe et Vito vont donc aller le cambrioler pour le menacer. Mais à peine arrivés sur place, le gang des Irlandais dirigé par Brian O'Neil surgit avec les mêmes intentions. La police débarque et dans la confusion des arrestation des Irlandais, Joe et Vito réussissent à s'échapper par les toits en échangeant de nombreux coups de feu avec les forces de l'ordre. Après s'être enfin débarrassés de la police, ils se séparent et Joe récupère le fameux butin tandis que les Irlandais, se feront arrêter et incarcérer.
Le chapitre commence au restaurant Chez Freddy. Vito, accompagné d'Henry et de Joe fait mieux la connaissance de Luca Gurino qui les questionne : sont-ils capables de tuer un homme sur simple demande ? Si le boulot est bien réussi, ils pourront entrer dans la Famille après avoir payé le droit d'entrée. C'est alors qu'Alberto Clemente débarque, furieux, donnant une claque à Luca venu le rejoindre puis l'oblige à le suivre. Henry reprend : il a un contrat sur quelqu'un : la Grosse Baleine, mais il ne peut agir seul. Joe, Vito et Henry, armés jusqu'au dents, notamment d'une MG42 à la suite du passage de Vito chez un contrebandier d'armes, éliminent la cible et tous ses hommes, mais la Grosse Baleine réussi à blesser gravement Henry à la suite d'une baisse de vigilance de ce dernier. Il doit être amené chez El Greco, le médecin qui soigne incognito et indifféremment tous les truands de la ville. Grâce au butin de la tuerie, Vito récupère assez d'argent pour rembourser les dettes de son père, argent qu'il transmet à sa sœur.
Vito sort de chez Joe quand des inspecteurs de police l'arrêtent pour vente de faux coupons d'essence. Dans le contexte de guerre, le tribunal déclare que Vito doit purger une peine de 10 ans de prison. Incarcéré, Vito retrouve le bandit irlandais Brian O'Neil et fait la rencontre de Pepe, le boxeur de Leo Galante, bras droit de Don Vinci, parrain d'une autre Famille très puissante à Empire Bay. Des combats de boxe sont organisés au sein de la prison mais dissimulent aussi des règlements de compte organisés depuis l'extérieur, sur lesquels les gardes, aussi méprisants que corrompus, ferment les yeux. Leo prend Vito sous son aile, l'entraine et le conseille. C'est pendant cette période que la mère de Vito décède. Un jour, un combat est organisé entre Pepe et Brian O'neill mais pour avoir l'avantage, les Irlandais ont préalablement tabassé Pepe le rendant infirme. En représailles, Leo a un accord avec les gardes : Vito va affronter Brian qui est temporairement isolé. Dominé par l'Italien, l'Irlandais sort un couteau que Vito retourne mortellement contre lui. Plus tard, Leo Galante est libéré et promet à Vito, pour qui il a beaucoup d’amitié, de faire jouer ses contact pour qu'il soit libéré plus tôt. Il tiendra promesse et Vito sort de prison trois ans plus tôt que prévu.
Enfin libéré, Vito rejoint Joe. Il l'informe que ce sont Luca Gurino et Alberto Clemente qui l'ont dénoncé aux fédéraux. À la suite de cette trahison, Joe rejoint la Famille de Carlo. Il a aussi trouvé un nouvel appartement pour Vito, à Uptown, et lui fait rencontrer Eddie Scarpa, le bras droit de Carlo Falcone. Pour fêter le retour de Vito, ils consomment de l'alcool toute la soirée. Sur le chemin du retour, Eddie signale qu'il y a un cadavre dans le coffre de la voiture mais lui comme Joe sont incapable de l'enterrer car trop ivre. Vito s'en charge non sans maudire Eddie et Joe, lui qui aurait espéré une sortie de prison plus traditionnelle.
Le chapitre commence chez Vito. Ce dernier est réveillé par Marty, âgé de 18 ans, ami d'enfance surexcité de Joe car voulant à tout prix participer aux actions du gang. Vito et Joe vont vendre des cigarettes volées dans deux endroits différents. Lors de la deuxième vente, les Gominés, gang local, mettent le feu à la marchandise de Joe et Vito. Pour se venger de ces derniers et rembourser Eddie (Eddie a payé la marchandise 2 000 $), Joe et Vito partent en expédition punitive aidé de Marty et de quelques hommes de Derek, dont Steve, qui veut se venger de l'agression de son cousin par les Gominés. Ils détruisent d'abord leur bar, puis se rendent à la fonderie pour éliminer le gang. Une fois vengé, Vito s'empare d'une voiture de sport qu'il revend à Derek afin de rembourser Eddie, qui leur remet leurs parts aussitôt.
Le chapitre commence au bar du Faucon Maltais, où Vito rejoint Eddie et fait la connaissance de Carlo Falcone. Il lui demande son avis sur Luca Gurino et Alberto Clemente puis le laisse en compagnie d'Eddie, en ayant signalé que le clan Clemente préparerait un coup contre eux. En effet, Eddie annonce que le comptable de Falcone, Harvey Beans, a disparu ainsi que ses deux protecteurs, Tony Bulls et Frankie l'Irlandais. Eddie ne sait pas où sont ses hommes mais Vito doit éliminer les membres de Clemente et sauver ceux du clan Falcone, et Luca Gurino doit savoir où ils sont, s'il est impliqué. Arrivé à l'abattoir de Riverside en prenant Luca en filature depuis Chez Freddy, Vito constate que Luca est effectivement dans le coup. Frankie est déjà mort, et malgré s'être fait repérer, Vito parvient à prendre le dessus avec l'aide de Tony et résiste à un assaut des forces de Clemente. Vito laisse Tony en finir avec Luca.
Après cette mission, Joe et Vito entrent dans la famille Falcone, non sans avoir été recommandés par Leo Galante. Une cérémonie prend place, Carlo Falcone présentant les deux nouveaux membres à son propre clan mais aussi à Frank Vinci en compagnie de son consigliere Leo Galante. Il rappelle que la Famille compte avant tout le reste, qu'elle est supérieure à tout ce qu'ils ont eu ou connu avant. Enfin, Franck Vinci conclut que tous les trafics sont autorisés, sauf la drogue.
Commence alors une vie trépidante pour les deux compères, alternant entre passages à tabac, assassinats, achat de costumes et voitures luxueuses ainsi que d'une villa, la Villa Scaletta. Vie opulente, Vito a enfin la vie qu'il a toujours voulu mener.
Eddie Scarpa et Carlo Falcone veulent éliminer Clemente durant une réunion avec ses collègues à l’hôtel Empire Arms. Vito et Joe, déguisés en laveurs de vitre, s'introduisent par les parkings. Le jeune Marty veut absolument être de la partie et Joe l'a laissé venir à contrecœur, mais l'oblige à les attendre dans la voiture, parquée au sous-sol, tandis qu'ils s'infiltrent dans l'hôtel. Ils croisent d'ailleurs Henry Tomasino qui ne les reconnaît pas. Le plan est simple : Joe va placer une bombe dans la pièce et la déclencher alors qu'il est sur la passerelle de lavage. Mais la bombe explose soudainement, tue les personnes qui sont dans la salle mais Clemente, dans une autre pièce à ce moment, en sort indemne et prend la fuite après avoir reconnu le duo. Vito et Joe parcourent alors l’hôtel en éliminant tous les hommes sur leur route, et constatent le drame dans les parkings : Marty a été abattu. La rage au ventre, Joe et Vito poursuivent la voiture de Clemente qui s'immobilise à la suite d'une collision. Joe, ivre de colère et se sentant responsable de la mort de Marty, lui vide un chargeur entier de mitraillette Thompson dans le corps par vengeance.
Joe entrera dans une grande dépression, noyant son chagrin dans l'alcool, non sans irriter Vito au plus haut point lorsque Joe abat par accident un barman et que Vito avait été contacté par ce dernier à la suite des jérémiades incessantes de son complice.
Le chapitre commence chez Vito, où Henry vient le voir. Il soupçonne Vito et Joe d'être impliqué dans l'attaque contre le camp Clemente, et de son propre aveux, leur déguisements laissait à désirer, même si Vito nie sur un ton peu crédible. Cherchant un nouvel employeur, Henry compte sur Vito pour le recommander chez Falcone. Vito présente Henry à Eddie et celui-ci l'interroge sur les intentions de Vinci à leur égard. Henry répond qu'un jour il a accompagné Luca Gurino chez Leo Galante et Luca racontait que Carlo Falcone trempait dans des histoires plutôt louches. Eddie conclut que Clemente trempait lui-même dans le trafic de drogue alors qu'il sermonnait les autres, et tentait de monter Don Vinci contre le clan Falcone. Eddie veut faire éliminer Leo Galante car sans lui, Franck Vinci est fichu. Il charge Henry d'éliminer Leo pour son premier travail, Vito refusant d'y participer en l’accompagnant, mais tente par tous les moyens de devancer Henry pour mettre Leo à l'abri. Leo restant incrédule, Vito invoque l'influence que Clemente a eu sur Vinci mais Leo lui rétorque que contrairement au code, Falcone vend de la drogue. Clemente a voulu se faire une place dans le trafic mais Falcone l'a liquidé et maintenant il veut prendre de dessus sur le clan Vinci. Ces explication retardent le départ de Leo et Henry arrive sur les lieux. Deux possibilités se présentent alors : Vito et Leo fuient par le balcon en liant des draps, ou se laissent capturer par Henry, Vito tentant de convaincre Henry de ne pas réussir sa première mission. Henry acceptera difficilement. Finalement, Vito conduit Leo à la gare et celui-ci quitte la ville.
À son retour à la Villa Scaletta, il retrouve sa sœur Francesca en pleurs, son mari l'ayant violentée et ayant probablement une maitresse. Vito se rend alors chez Eric et le roue de coups. Bien que Francesca remercie Vito pour son acte, l'agressivité de ses propos lui font peur et elle refuse dorénavant de le voir.
Pendant la nuit, le gang des Irlandais attaque la villa au cocktail molotov et pourchassent Vito, celui-ci finit par trouver refuge chez Joe. Ils planifient une vendetta et attaquent le bar irlandais et fusillent tous les membres. Ils rentrent ensuite à l'appartement de Joe, et Vito récupère les clés de l'ancien appartement miteux de Marty en guise de nouveau logis.
Henry convie Joe et Vito à une réunion dans le parc. Henry a fait son enquête et explique son plan : Clemente était impliqué dans le trafic de drogue et Falcone l'a éliminé par crainte de sa concurrence. Une seule personne se dresse encore devant lui : Franck Vinci. Henry veut lancer son affaire et pour ne pas attirer la vigilance de Falcone, qui monopolise le trafic, veut se fournir chez les Tongs. Les Chinois œuvrent en cercles fermés mais certains d'entre eux aimeraient faire des affaires avec l'extérieur et ont besoin d'intermédiaires, d'où l'intérêt d'Henry. Pour acheter la matière première, Henry veut emprunter de l'argent chez Bruno, un usurier de Southport. Malgré le butin juteux qu'Henry annonce, Vito reste sceptique et refuse de toucher à la drogue, comme Franck Vinci. Mais Henry insiste. Vito accepte à contrecœur, contrastant avec l'enthousiasme de Joe. Le groupe se rend chez le prêteur, Bruno, où Henry semble être un habitué. Au vu de la somme demandée et face au silence d'Henry concernant le but d'un tel emprunt, Bruno négocie une part plus importante que prévu en guise de garantie. Les trois associés se rendent ensuite dans le quartier chinois où ils achètent de la drogue à leur chef : monsieur Wong. À peine sortis, une patrouille de police les interpelle, mais Henry, vigilant, repère les imposteurs et une violente fusillade s'engage pour sortir des lieux suivie d'une course poursuite. Une fois sauf le trio se dirige vers le quartier Hunters pour son premier échange en direct avec les vendeurs, plus rentables selon Henry mais contraire à ce qu'il avait annoncé peu avant, agaçant encore une fois Vito.
S'ensuit une distribution de drogue dans les différents quartiers de la ville avec le bénéfice qui en découle et la vie de luxe que les trois compères en retirent.
Henry appelle Vito car la situation est critique : ils n'ont pas assez d'argent pour rembourser Bruno car Falcone savait pour leur coup et il a réclamé une énorme part. Henry demande à Joe et à Vito de le rejoindre au parc pour trouver une solution. Quand Joe et Vito arrivent, des Chinois sont en train d'attaquer Henry à coups de hachoirs. Après avoir tué les agresseurs, Joe et Vito constatent la mort d'Henry mais aussi qu'un agresseur s'enfuit dans une voiture où est assis monsieur Wong. Prenant la voiture en filature, Vito tente de calmer les intentions violentes de Joe à l'égard des Chinois pour éviter que ces événements ne remontent jusqu'à Falcone. Mais arrivés au restaurant Red Dragon, façade des triades, les deux Italiens massacrent tous les occupants au sein du restaurant, des caves et des laboratoires de drogue pour ne laisser aucun témoin, puis mettent Monsieur Wong en joue dans son bureau. Il leur annonce qu’Henry était un infiltré, selon ses contacts, travaillant pour les services fédéraux et il a dû le faire éliminer. Et l'attaque des faux policiers après l'achat de la drogue n'a fait qu'aggraver son ressenti. Vito veut récupérer l'argent mais Monsieur Wong ne l'a plus et risque sa vie s'il dévoile l'endroit. Interroger Monsieur Wong étant devenu sans intérêt, Joe l'abat froidement, provoquant encore une fois la colère de Vito qui espérait en savoir plus. Ils doivent maintenant s'échapper sans être vus de la police, avertie du carnage qui se déroulait, sans grand succès. En effet, s'ils sont identifiés, une guerre entre les Tong et Falcone serait inévitable. De plus Joe et Vito ont vengé Henry et agi pour leur propre compte. Sur leur retour, tous deux ne peuvent se résoudre au fait qu'Henry était un infiltré, et que leur vengeance discrète est ratée
La première mission de ce chapitre est de tuer Tommy Angelo (le héros du premier Mafia : Mafia: The City of Lost Heaven), placé sous solide protection fédérale. Après une course poursuite intense, la police est enfin semée et Vito se rend chez Derek pour voir s'il a un travail à lui confier.
Celui-ci l’emmène avec quelques-uns de ses hommes de main, Steve en tête, pour mater une grève chez les ouvriers. Mais durant les échanges verbaux, un ouvrier repère Vito et comprend qu'il est le fils d’Antonio Scaletta. Il lui dévoile la vérité : Antonio a été noyé par Steve sur ordre de Derek. Vito se retourne alors contre Derek et aidé de quelques dockers, vient à bout de Derek et de Steve. Dans le bureau de ce dernier, Vito met la main sur une somme importante mais pas suffisante pour rembourser Bruno. Vito devra soit cambrioler des magasins, soit vendre des voitures à Bruski pour obtenir la somme demandée.
Vito se rend ensuite chez Joe mais celui-ci est introuvable. Il passe au Faucon Maltais pour demander à Eddie s'il sait où est Joe, mais Eddie est contrarié par la mort d'Henry. Vito insiste sur le fait qu'il n'est pas concerné mais selon Eddie, Henry n'était pas seul, quelqu'un a massacré de nombreux Chinois en plein Chinatown et les Chinois commencent à menacer Vinci et Falcone. Malgré l'insistance d'Eddie, suspicieux, Vito insiste encore et clame qu'il ne sait rien. Vito rend visite à Giuseppe et apprend que Joe a été emmené par les hommes de Vinci. Vito se rend au bar des hommes de Vinci, le Mona Lisa et malgré une arrivée pacifique, se fait assommer. Il se réveille suspendu à un tuyau métallique au dernier étage d'un immeuble en construction et retrouve Joe mal en point à ses côtés. Interrogés par Franck Vinci, les questions concernant Leo Galante, les menaces des Chinois, les fusillades fréquentes restent sans réponses. Le duo parvient à se libérer et redescend tout le bâtiment, éliminant tous les hommes sur leur trajet durant d'intenses échanges de tirs. Une fois dehors, Vito dépose Joe chez El Greco.
Vito ayant récupéré la part de Joe, il se rend chez Bruno et honore le remboursement de la dette. Bruno l'interroge si ce prêt est lié à l'agitation entre les gangs, et lui demandant son nom, comprend que Vito est le fils de l'homme à qui il a prêté autrefois.
Vito, angoissé et ne pouvant dormir, fait un bilan. Il a eu tout ce qu'il voulait, argent, filles, maisons, mais au prix de la prison, de la peur et du sang. Il reçoit un appel de la part d'Eddie. Carlo Falcone l'attend à l'observatoire. À peine sorti de son appartement, il est invité à monter dans une voiture où Leo Galante l'attend en compagnie de Monsieur Chu. Furieux, Leo gronde Vito qui a déclenché une guerre à la suite de ses actions. Vito feint encore son innocence d'une façon peu crédible. Mais le vieux consigliere n'est pas dupe. Les Chinois et Vinci ont perdu la moitié de leurs hommes et les fédéraux les surveillent. Le Grand Conseil, et Franck Vinci, ainsi que Monsieur Chu veulent la mort de Vito garant d'Henry, donc d'un indic. Mais Leo, reconnaissant que Vito lui ai sauvé la vie auparavant, lui rend la pareille. Il a insisté et a proposé une alternative pour que la paix soit rétablie : Vito doit tuer Carlo Falcone, retranché à l’observatoire et s'il refuse, c'est lui qui mourra, Falcone ne tolérant jamais qu'un de ses hommes ait fait entrer un indic dans la Famille.
Vito se rend à l'observatoire, déjoue le piège qui l'attend et élimine les hommes qui lui font barrage jusqu'à Falcone. Dans l'observatoire, Falcone libère tout son dédain vis-à-vis de Vito, considérant que celui-ci a toujours été un pantin, manipulé par toutes les personnes qu'il a croisé. Joe, qui s'est remis de ses blessures, approche alors Vito et lui pointe son arme sur la tempe, Falcone lui ayant promis une somme d'argent et de le promouvoir capo s'il tue Vito. Vito parvient cependant à convaincre Joe de s'allier à lui et de vaincre Falcone. Vito retrouve ensuite Galante dans sa voiture, tandis que Joe monte dans une autre et tout le monde part fêter la mort de Falcone et la guerre évitée. Durant le trajet Vito remarque alors que la voiture de Joe prend une autre direction, et demande à Leo ce qui se passe. Leo conclut alors par cette phrase : « Désolé, mais Joe n'était pas dans notre accord ».

## Personnages

### Vito Scaletta(Interprété parRick Pasqualone[20],[21])
Vito est jeune, intelligent, fort et fiable. Calme et plutôt discret, il n’en est pas moins vaillant et courageux. Vito est apprécié pour son professionnalisme et sa capacité à agir discrètement. Sa prudence et sa lucidité contrastent avec le caractère de Joe, son ami de toujours. N’appréciant pas la confrontation directe, il est mauvais en persuasion, mentant ou contournant un sujet délicat d’une façon parfois peu crédible. Inséparable de Joe Barbaro, Vito tente, souvent sans succès, de calmer et raisonner l’impulsivité de son compère mais malgré leurs fréquentes disputes, il éprouve pour Joe une fidélité totale et réciproque.
Vendu à la police par son premier clan, la famille Clemente, il rejoint la famille Falcone, Joe l’ayant précédé. S’étant lié d’amitié en prison avec Leo Gallante, bras droit du puissant Franck Vinci, il exprime un lien très fort avec le vieux consigliere, contrastant avec son comportement passif voire indifférent, au point d’entraver volontairement le déroulement de la mission d’assassinat qui plane sur Leo, menée par Henry Tomassino. C’est son côté juste et posé qui lui permet d’être pris au sérieux et de sortir Leo de cette situation. Malgré la couverture approximative du duo lors de l’attaque du clan Clemente, Henry Tomassino a confiance en lui également, plus qu’en Joe, et demande à Vito de le recommander auprès de la famille Falcone. De même, lorsqu’ Henry confie son plan de trafic de drogue et la promesse de richesse qui en découlent, il éprouve des difficultés à désamorcer la méfiance de Vito, qui acceptera mais presque à contrecœur. Ses relations lui sauveront la vie lorsque le duo Scaletta-Barbaro doit rendre des comptes aux triades chinoises pour le massacre au Red Dragon, vendetta opérée pour venger la mort d’Henry. Leo Gallante l’averti in extremis du piège mortel que lui a tendu Falcone et tenant malgré tout à la vie de son jeune ami, se montre sans ménagement face à lui lorsqu’il lui présente les issues possibles, tandis que Vito simule encore maladroitement son ignorance à ce sujet alors que sa vie est en jeu et qu’il le sait très bien.
Il est très proche de sa grande sœur Francesca, qu’il surnomme « Frannie » et de sa mère, dont la foi et la mise en garde concernant les fréquentations de Joe lassent cependant Vito. Il s’engagera dans la mafia pour obtenir l’argent nécessaire pour rembourser les dettes de son père. Une fois libéré et fréquentant des gens sans scrupules, Vito change au point d’effrayer Francesca, qui refusera dorénavant de le voir à la suite de la correction musclée que Vito a infligée à son compagnon Éric. Il vengera également son père, assassiné par son employeur Derek en l’éradiquant lui et tous ses hommes de main.

### Joe Barbaro
(Interprété par Robert Costanzo,)
Joe Barbaro est le meilleur ami de Vito. Impliqué plus tôt que lui dans la mafia, Joe fait profiter Vito des bénéfices de ses relations dès son retour de Sicile (comment voler une voiture et où la revendre, se procurer de faux papiers, etc.). Bien qu’il soit inséparable de Vito, son comportement est relativement opposé. Plus insouciant, débonnaire et volontairement provoquant, son optimisme lui joue régulièrement des tours, les missions étant souvent plus difficiles qu'il ne le pensait. Bon vivant, très porté sur la boisson et les plaisirs charnels, parfois moqueur, il peut se montrer très violent, ayant la gâchette beaucoup plus facile que Vito et semble apprécier les confrontations. Impulsif et revanchard, il entraine souvent son compère dans des situations inextricables tandis que ce dernier tente, souvent en vain, de le raisonner et de se retirer discrètement. Joe est souvent l’intermédiaire de Vito, le conviant aux réunions avec les chefs de mafia et a souvent une longueur d’avance concernant les objectifs à mener.
Malgré leurs différents réguliers, Joe a une confiance absolue en Vito, au point de se rallier à son ami alors que Falcone a promis à Joe son rêve de toujours, devenir capo, à la condition qu’il élimine Vito. Après la mort de Falcone, Vito ne dissimule pas sa grande inquiétude et sa crainte concernant l’avenir de son compagnon de toujours, dont la voiture a pris un trajet différent…

### Henry Tomasino
(Interprété par Sonny Marinelli,)
Henry Tomasino est originaire de Sicile et a fui avec sa famille aux États-unis lors que son père s’est opposé à Mussolini. Henry est un homme impassible, froid et calculateur. Il apprécie davantage Vito que Joe car d’un comportement plus proche du sien. Il sait présenter ses plans, parfois complexes, d’une façon claire et précise. Visiblement très instruit, il se montre également fin négociateur et utilise ses connaissances à bon escient pour obtenir gain de cause.
Lié à la famille mafieuse Clemente dans un premier temps, il présente les missions et participe à certaines d’entre elles, puis s’engage auprès de la famille Falcone, recommandé à sa demande par Vito à la suite de la destruction de la famille Clemente par Vito et Joe. Il monte en parallèle un trafic de drogue en compagnie du duo avant de se faire assassiner par les triades chinoises chez qui il se fournissait en marchandises. Durant leur vendetta, Vito et Joe apprennent par monsieur Wong qu’Henry est un indic travaillant pour le compte des fédéraux, information également signalée par Leo Galante à Vito lorsque celui-ci doit étouffer le conflit naissant entre les triades et le clan Falcone.
Cet élément n’est jamais prouvé, d’où le conflit interne concernant Joe et Vito, partagés entre surprise et trahison.

### Autres personnages

#### Alberto Clemente
(Interprété par Nolan North,)
Chef du clan du même nom, on ne le voit que très peu. Vito et Joe travaillent pour lui dans un premier temps avant qu’il ne trahisse Vito. Il sera éliminé en même temps que le reste de son clan par le duo sur demande de Falcone.

#### Luca Gurino
(Interprété par André Sogliuzzo,)
Bras droit d’Alberto, Luca est un homme impulsif et malhonnête. Une entrée dans un clan se fait sans rétribution mais selon l’efficacité des membres, il exige 5000 dollars de droit d’entrée par personne, et entretemps dénonce Vito à la police pour les tickets de carburant que Vito a revendu pour le compte de Clemente. Falcone se méfiant de lui, il sera tué par un de ses hommes alors que celui-ci, pris en filature par Vito, torturait le comptable de Falcone pour lui extorquer des informations.

#### Leo Galante
(Interprété par Frank Ashmore,)
Consigliere de Franck Vinci, Leo est un vieil homme expérimenté qui connait bien le monde de la mafia. Prenant sous son aile un Vito désorienté lors de son incarcération, il se lie d’amitié avec le jeune homme et le conseille. Une fois libéré il parvient à obtenir une remise de peine pour Vito, puis à le recommander lui et Joe à la famille Falcone dont ils deviennent membres. Il doit la vie à Vito, qui entrave les plans d’assassinats mené par Henry Tomassino à la demande d’Eddie Scarpa. Il lui rendra la pareille lorsque Falcone s’apprête à le faire tuer pour éviter une guerre avec les triades.

#### Franck Vinci
(Interprété par Larry Kenney,)
On ne le voit que très peu, mais il s’agit du personnage le plus puissant de la ville. Présent lors de l’entrée de Vito et Joe au sein de la famille Falcone, les menaces perpétrées par les triades à son égard ainsi que l’agitation entre les clans et les menaces de mort sur Leo Gallante génèrent sa méfiance vis-à-vis du clan Falcone.

#### Eddie Scarpa
(Interprété par Joe Hanna,)
Second de Falcone, Eddie est un homme sans scrupules qui transmet les ordres de Carlo aux hommes de main. Vito et Joe le rencontrent souvent pour être informés des objectifs de mission. Perspicace et bien informé, il semble toujours avoir une longueur d’avance lorsqu’il feint de recueillir de nouveaux renseignements ou interroge ses hommes.

#### Carlo Falcone
(Interprété par André Sogliuzzo,)
Carlo est un homme prêt à tout pour obtenir le pouvoir sur la ville, quitte à éliminer les autres clans et rompre l’équilibre fragile existant entre eux. Alors qu’il fait jurer Vito et Joe de ne jamais toucher à la drogue, avec l’aval de Franck Vinci et de Leo Gallante présents, il pratique exactement le contraire. Soupçonné par Clemente qui a informé Leo Gallanté du trafic mené par Falcone, il fait éliminer le clan Clemente puis Gallante par ses hommes, respectivement Vito et Joe puis Henry (sans savoir qu’il s’est fait devancer par Vito) afin d’affaiblir le clan Vinci. Face à Vito, il ne se cache pas d’utiliser ses hommes comme des pantins selon ses besoins. Alors qu’il a tendu un piège à Vito pour le punir de mort à la suite du remue-ménage qu’il a provoqué, avec de plus la recommandation d’Henry qui était un indic, il finit assassiné brutalement par Vito.

## Système de jeu
Le joueur évolue dans un « monde ouvert ».
La gestion de l'essence est au programme comme dans le premier opus, avec la présence de stations-service. Grâce à l'argent gagné avec les missions notamment, des vêtements peuvent être achetés dans des magasins et il est possible de se restaurer et boire un coup dans les différents restaurants, bars et diners de la ville. Des armureries sont également présentes. Chacune de vos planques dispose d'un garage qui peut stocker plusieurs voitures (il n'y a pas de moto dans le jeu), ces dernières pouvant être customisées et améliorées (plaque d'immatriculation, peinture, décoration, jante, puissance du moteur) par le biais des ateliers de réparation. Tous ces différents commerces (mis à part certains bars et les ateliers) peuvent être cambriolés, en bousculant ou en tuant le vendeur ou la vendeuse, et en s'approchant de la caisse pour la vider. On peut aussi voler de la nourriture, des armes ou des vêtements, en s'approchant du rayon correspondant.
De plus, le joueur a accès à trois stations de radio, nommées Empire Central, Empire Classic et Delta Radio, qui diffusent les plus grands classiques de l'époque, notamment des célèbres morceaux de jazz et de rock 'n' roll.
Le joueur a aussi la possibilité de collectionner des couvertures du magazine Playboy, mettant en scène des pin-up de l'époque. Il y a au total 50 magazines à trouver, que ça soit dans la ville ou pendant les missions.
L'histoire se déroule autour de trois familles, en 15 chapitres comprenant une bonne heure de cinématiques. La première partie du jeu se passe en hiver (année 1945), la seconde en été (année 1951). Le cycle jour/nuit est présent uniquement dans certains chapitres.

## Musique
La bande originale du jeu a été composée par Adam Kuruc et Matus Siroky, elle est constituée de 48 morceaux qui ont été joués par l'orchestre philharmonique de Prague.

## Développement

### Bande-annonce
La première bande-annonce du jeu nous apporte quelques informations. La première scène de la vidéo se déroule dans un café dans lequel le parrain Alberto Clemente et Luca Gurino le bras droit de Clemente mangent en compagnie de Joe et Vito. La seconde scène se déroule dans un entrepôt ; un homme est en train de ramper par terre, luttant pour sa vie. Henry Tomasino fait feu et la scène se termine. Dans la dernière scène, les gangsters sont dans une voiture, conduisant leur ami Eddie qui leur annonce que l'odeur qu'ils sentent vient du corps d'un certain Frankie Potts dans le coffre de la voiture.
Annoncé le 21 août 2007 dans un communiqué de 2K Games, le jeu fut reporté plusieurs fois jusqu'à sa sortie en 2010.

### Précisions historiques
Se rapprochant par certains aspects d'un GTA-like, le jeu fait preuve d'un grand réalisme historique, surtout au cours de la mission qui se passe durant la Seconde Guerre mondiale. Vito participe en effet aux côtés des troupes américaines à l'opération Husky, l'invasion de la Sicile par les Alliés en 1943, et combat donc des soldats fascistes, aisément reconnaissables à leur uniforme. L'intervention du chef mafieux qui ordonne la cessation des combats depuis un char d'assaut américain est tout à fait conforme à la réalité : la mafia a grandement aidé les opérations alliées et les services secrets utilisèrent le gangster Lucky Luciano, alors emprisonné aux États-Unis, pour préparer un terrain idéal au Débarquement. De nombreux mafieux, comme Calogero Vizini reçurent même un grade honoraire de l'armée américaine. 
On relèvera toutefois une petite erreur historique : lors de l'attaque de la mairie, on peut voir une plaque commémorative dédiée aux combattants de la Première Guerre mondiale sur laquelle il est écrit « 1914-1918 ». Or l'Italie n'est entrée en guerre qu'en 1915.
De même, les morceaux diffusés sur les stations de radio ne sont pas tous historiquement cohérents : plus de la moitié d'entre eux datent d'après 1951, année à laquelle se déroule l'intrigue du jeu.

### Éditions spéciales
Mafia II : Director's Cut est une édition collector de Mafia II sorti seulement sur Mac ainsi que sur PS3. Ce pack contient :
- Le jeu vidéo Mafia II ;
- Trois histoires (Jimmy Vendetta, La trahison de Jimmy et les aventures de Joe) ;
- Quatre packs de voitures et d'habits.

## Autour du jeu